# Fina Suárez
Fina López Suárez más conocida como Fina Suárez fue una actriz de cine, teatro y televisión argentina.

## Carrera
Fina Suárez fue una eximia actriz de teatro desarrollada en las tablas a comienzos del siglo XX. En el teatro descolló su talento para el baile y la actuación específicamente en el género revisteril. En 1934 trabajó en el Teatro Cómico en la Compañía Argentina de Grandes Espectáculos Musicales Los Cuatro Diablos, dirigida por Rafael Palacios, compartiendo cartel con Ibis Blasco, Tita Merello, Severo Fernández, Héctor Quintanilla, Eloy Álvarez, Vicente Climent, Carmen Lamas y Guillermo Pedemonte. En 1937 estrena la obra Boite rusa con la Compañía de Grandes Espectáculos Musicales, cuya coreografía pertenecía a Ángel Eleta, actuando junto a Raimundo Pastore, Delfy de Ortega, Rodolfo Zenner, Concepción Sánchez, Fernando Lamas y Renata Fronzi. En la década del '40 forma parte de la Compañía de Cómica encabezada por el primer actor cómico Jesús Gómez, compartiendo el escenario del Teatro Variedades junto a Olga Hidalgo y Arturo Arcari
En la pantalla grande en el film Celos de 1946, dirigida por Mario Soffici e interpretada por Pedro López Lagar y Zully Moreno. En 1950 actuó en dos películas: La primera titulada  Historia de una noche de niebla, bajo la dirección de José María Blanco Felis, compartiendo escena con José María Gutiérrez, Ivonne De Lys y Enrique Chaico. Y la segunda La fuerza ciegade  Luis José Moglia Barth, junto a Guillermo Battaglia, José María Gutiérrez, Gloria Brell, María Esther Gamas y Margarita Corona
En televisión hizo algunos ciclos teleteatrales escritos y dirigidos por Luis Alberto Negro.

## Filmografía
- 1951: El mucamo de la niña.
- 1950: Historia de una noche de niebla.
- 1950: La fuerza ciega.
- 1946: Celos.

## Televisión
- 1953: Recuerdos de Silvia (o Recuerdos de Claudia), con Claudia Fontán, Elba Mania, Hugo Chemin y Américo Sanjurjo.
- 1953: Ronda a las 22, con Santiago Arrieta y Perla Santalla.

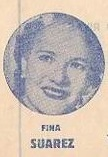

## Teatro
- 1934: El callejón de la alegría
- 1934: ¡Papá, cómprame un príncipe!
- 1934: A Juan 1º de Ardula le han encajado la mula.
- 1937: Boite rusa.
- 1938: El pasado renace con Pedro Maratea, Leopoldo Simari, Nicolás Taricano, Lita Senén, Emilia Helda de Caro y Tomás Simari.
- 1945: Un pajuerano en la ciudad, comedia original de tres actos de Enrique García Satur.
- 1946: La canción de los barrios , estrenada en el Teatro Presidente Alvear, con Virginia Luque, María Esther Gamas, Lita Enhart,  Teresa Senén, Serafina Fernández y los actores Héctor Calcaño, Lalo Maura, Héctor Ferraro, Samuel Giménez, Ramón Garay y otros.
- 1947: El mejor candidato.
- 1951: Se necesita un hombre con cara de infeliz, con la Compañía de Comedias José Marrone, junto a Samuel Giménez.